# Maria Prus
Maria Wanda Prus (ur. 3 listopada 1952 w Człopie) – polska zootechniczka i polityk, posłanka na Sejm PRL VIII kadencji.

## Życiorys
Uzyskała wykształcenie średnie zawodowe w Technikum Hodowlanym w Izbicku w 1972. Była zootechnikiem w Rolniczej Spółdzielni Produkcyjnej w Żędowicach oraz sekretarzem działającego przy niej koła Związku Socjalistycznej Młodzieży Polskiej. Od 1973 należała do Zjednoczonego Stronnictwa Ludowego, z ramienia którego w latach 1980–1985 pełniła mandat posłanki na Sejm PRL VIII kadencji w okręgu Kędzierzyn-Koźle. Zasiadała w Komisji Prac Ustawodawczych, Komisji Rolnictwa i Przemysłu Spożywczego oraz w Komisji Rolnictwa, Gospodarki Żywnościowej i Leśnictwa.